# Мемориал белым воинам в Донском монастыре (Москва)
Мемориал белым воинам в Москве на территории Донского монастыря был открыт 24 мая 2009 года. В мемориале захоронены руководитель Белого движения на Юге России генерал А. И. Деникин с женой, один из руководителей Белого движения в Сибири генерал В. О. Каппель и русский философ И. А. Ильин с женой.

## История сооружения

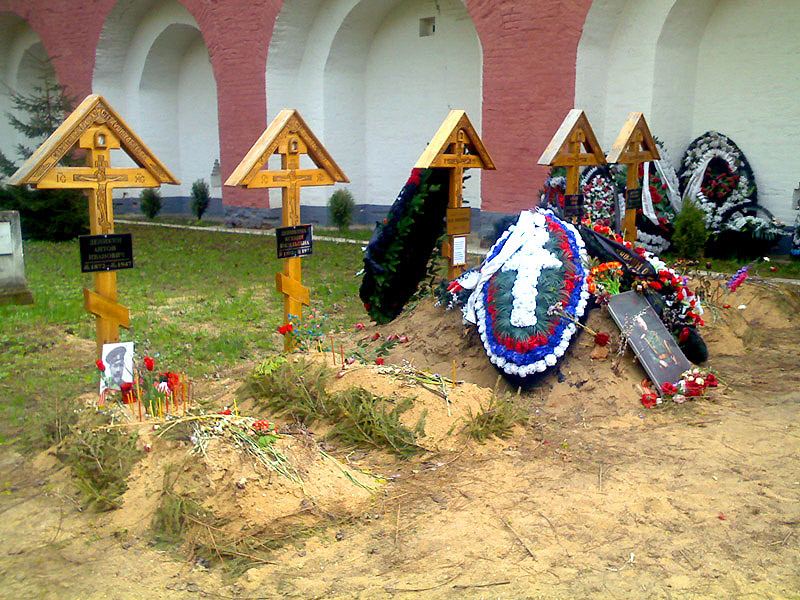
Вид на могилы А. И. Деникина и И. А. Ильина с жёнами и генерала В. О. Каппеля (в центре) до установки мемориала

### Перезахоронение в Донском монастыре А. И. Деникина, И. А. Ильина и их семей
3 октября 2005 года прах генерала Антона Ивановича Деникина (1872—1947) и его жены Ксении Васильевны (1892—1973) вместе с останками русского философа Ивана Александровича Ильина (1883—1954) и его супруги Натальи Николаевны (1882—1963) был перевезён в Москву для захоронения в Донском монастыре. Несколько лет новые захоронения стояли неблагоустроенными.

### Перезахоронение в Донском монастыре В. О. Каппеля
14 декабря 2006 года останки генерала Каппеля, вывезенные при оставлении Читы из России осенью 1920 года и перезахороненные в Харбине у северной стены Иверской церкви, были обнаружены инициативной группой в составе протоиерея Димитрия Смирнова, китаеведа Дмитрия Непары, судмедэксперта Сергея Никитина, продюсера «первого канала» Андрея Кирисенко и руководителя информационного агентства «Белые воины» Александра Алекаева.
13 января 2007 года прах генерала Каппеля был погребен на кладбище Донского монастыря — у южной его стены — между могилами семейств Деникина и Ильина.
Каменный памятник на могиле В. О. Каппеля был открыт 1 сентября 2007 года и представляет собой точную копию стоявшего ранее на могиле генерала памятника, разрушенного в 1950-е годы.

### Инициатива сооружения
Инициатива сооружения мемориала принадлежала премьер-министру России В. В. Путину.
Согласно словам архимандрита Тихона (Шевкунова), сказанным в интервью журналистам 24 мая 2009 года:

Пару месяцев назад Владимир Путин увидел фотографии могил Деникина, Ильина и Шмелёва, которые находились в очень плохом состоянии — с обветшалыми, накренившимися деревянными крестами, наспех сделанными надгробиями. «Это не дело!» — сказал премьер и поручил изготовить новые надгробия и лично, вместе с патриархом, утвердил новые эскизы.

### Подготовительные работы
Работы по возведению мемориала курировал лично премьер-министр России Владимир Путин, от Русской православной церкви руководство осуществлял наместник Сретенского монастыря архимандрит Тихон (Шевкунов). 6 мая 2009 года состоялось рабочее совещание по вопросу сооружения мемориала под руководством министра культуры России Александра Авдеева, а уже через две недели практически всё было готово.

### Открытие

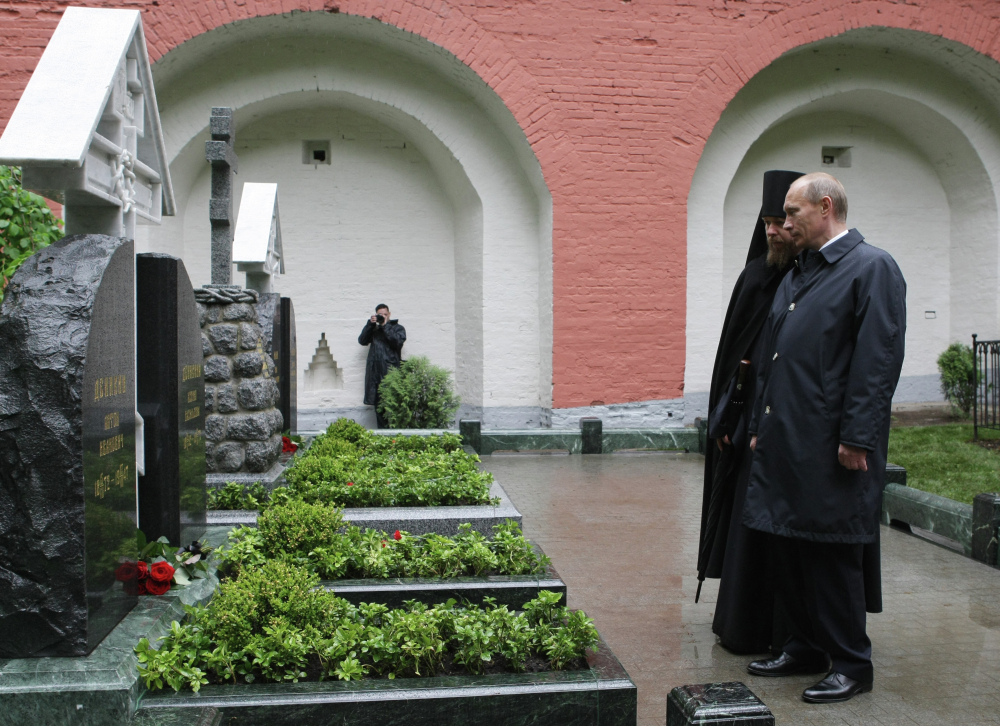
Владимир Путин на Мемориале белым воинам в Донском монастыре в день его открытия 24 мая 2009 года

Открытие мемориала состоялось 24 мая 2009 года. Перед открытием мемориал был освящен Патриархом Московским и Всея Руси Кириллом. В церемонии открытия участвовал Председатель Правительства Российской Федерации В. В. Путин. Открытие транслировалось центральными телеканалами России. Памятники на могилах семьи Деникиных, Каппеля и семьи Ильиных были установлены на личные средства В. В. Путина Ранее сооруженный каменный памятник на могиле В. О. Каппеля стал центральной частью нового мемориала.

## Композиция
Мемориал представляет собой гранитную площадку с расположенными на ней в ряд пятью надгробиями (Деникин с женой, Каппель, Ильин с женой). С северной стороны на территорию мемориала есть вход со стороны монастыря, южная сторона выходит к южной стене монастыря. Обрамляет мемориал символическая мраморная ограда высотой 20 сантиметров с 18-ю мраморными прямоугольными символическими столбами высотой 30 сантиметров.

## Мемориал как место политического заявления Путина
24 мая 2009 года на мемориале в момент его открытия премьер-министром Российской Федерации В. В. Путиным были процитированы слова одного из руководителей Белого движения генерала Деникина о том, что Украина является малой Россией, а отношения между большой и малой Россией «всегда было делом самой России». Заявление широко комментировалось в мировых СМИ, вызвало оживлённую дискуссию и активно обсуждалось политологами, историками, государственными деятелями и общественностью на Украине, в России и во многих зарубежных странах.
Согласно данным многочисленных репортажей, Путин после беседы с архимандритом Тихоном у памятника Деникину подошёл к журналистам и поинтересовался: «Вы не читали дневники Деникина?». Те ответили, что «кажется, нет», но пообещали прочесть. «Обязательно прочитайте! Там у него есть рассуждения о большой и малой России, Украине. Он говорит, что никому не должно быть позволено вмешиваться в отношения между нами, это всегда было делом самой России!», — напомнил Путин.

## Мнения
- Премьер-министр России Владимир Путин отметил красоту надгробий на мемориале[6].
- Патриарх Московский и Всея Руси Кирилл выразил благодарность устроителям памятников и сказал следующее[12]:

Замечательно, что сегодня достойно украшены монументами гробы людей, внесших такой огромный вклад в историю нашего Отечества, через соприкосновение с которыми люди учились правде и мудрости жизни. Замечательно, что над их гробами стоят прекрасные монументы, надгробия, изображения Креста Господня в назидание нашим современникам. Пусть эти могилы также учат людей, как учило их пронзительное слово тех, кто покоится в этих могилах. Царствие Небесное и вечный покой усопшим рабам Божиим

- Историками Р. Г. Гагкуевым, В. Ж. Цветковым сооружение данного мемориала было названо фактом важного государственного значения[13].
- Руководитель агентства «Русская линия» А. Алекаев сказал о мемориале следующее[7]:

…композиция получилась очень символичной и гармоничной. Если посмотреть на кресты, которые проходят через две плоские глыбы, как бы пронзая их, то на кресте над могилой И. А. Ильина мы видим Распятие, а на надгробном кресте генерала А. И. Деникина — терновый венец — символ Первого Кубанского (Ледяного) похода. Терновый венец — символ Сибирского Ледяного похода — помещён и на надгробии генерала В. О. Каппеля. Голгофа в центре удерживает, как бы связывая в единое целое, философию русской имперской государственности Ильина с жертвенным подвигом белых воинов Каппеля и Деникина.

## Галерея

Вид мемориала с тыльной стороны
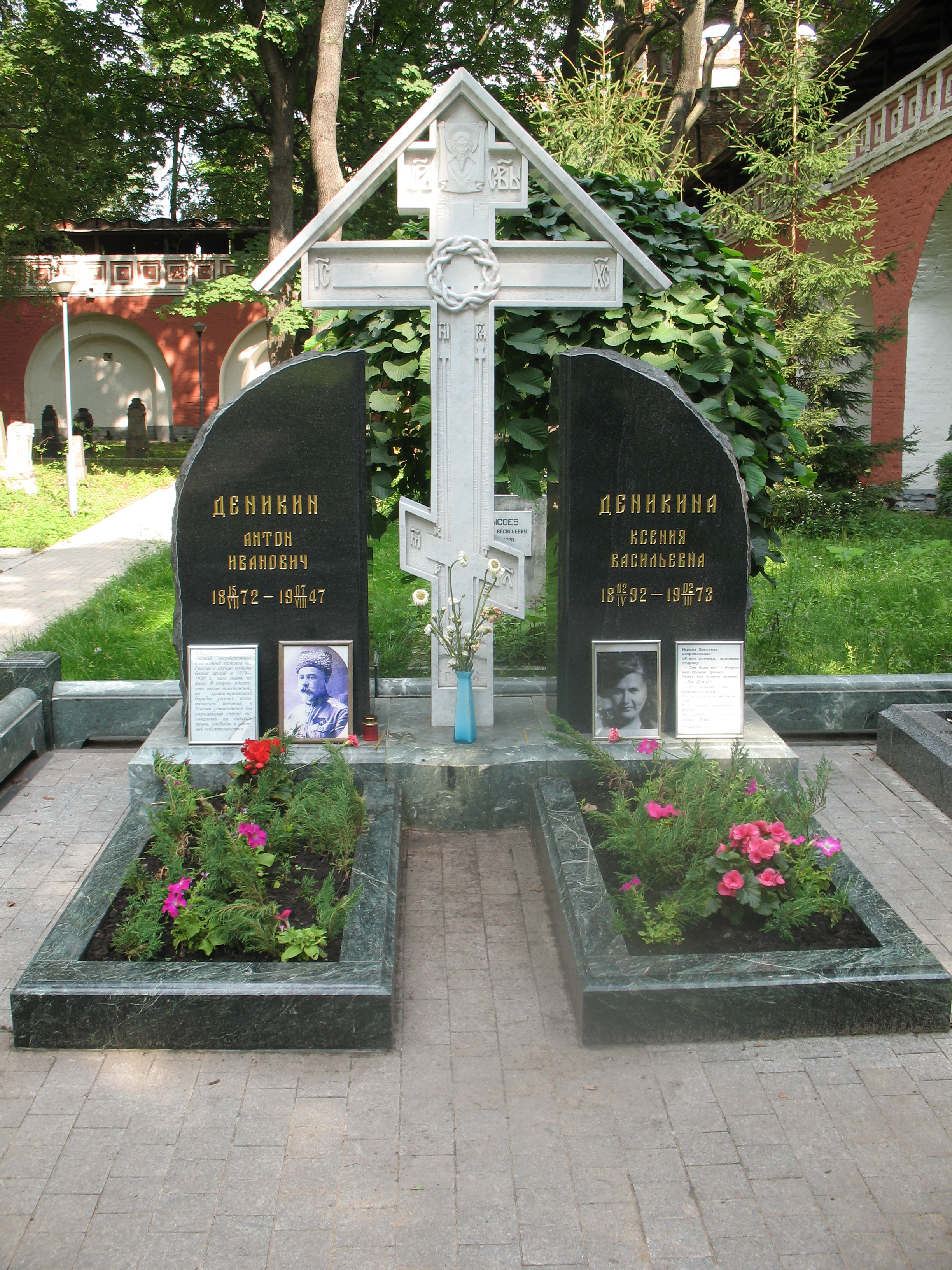
Надгробия семьи Деникиных после реконструкции в 2009 году
Памятник Деникину
Памятник на могиле В. Каппеля до реконструкции в 2009 году
Памятник на могиле В. Каппеля, ставший частью мемориала